# Скибневський Олександр Броніславович
Олекса́ндр Бронісла́вович Скибне́вський (26 березня (8 квітня) 1903, Москва, Російська имперія— 20 квітня 1978, Харків, Українська РСР, СРСР) — радянський режисер і педагог, практик і теоретик театру. Заслужений діяч мистецтв БРСР (1952). Заслужений діяч мистецтв Удмуртської АРСР (1945).

## Життєпис
Народився в Москві 1903 року. Його мати, Евеліна і батько Броніслав були з гродненських поляків, які переселились в Москву 1900 року.
1918—1921 був у продармії, 1921—1924 — працював на заводі «Серп і Молот», одночасно навчаючись в Державному інституті слова.
1925 — закінчив режисерське відділення Державних експериментальних театральних майстерень (рос. ГЭКТЕМАС).
1926—1928 — художній керівник Читинського театру.
1929—1930 — художній керівник Туркменського театру в Ашгабаді.
1931—1933 — художній керівник Польського театру в Києві.
3 липня 1933 року Скибневського заарештували і утримували в Київському Допрі разом з 23 представниками польської інтелігенції за сфабрикованою ДПУ УРСР справою ПОВ (Польської Організації Військової). 23 лютого 1934 року його звинуватили в контрреволюційній роботі серед поляків за дорученням ПОВ. Трійкою при Колегії ДПУ УРСР за ст. 54-2, 54-II був засуджений терміном на п'ять років. Згодом вирок змінили на висилку на 3 роки.
1940—1946 — художній керівник Державного російського драматичного театру ім. В. Короленка в Іжевську.
1946—1947 — головний режисер Кіровського театру.
1947—1949 — головний режисер Ульяновського театру.
1949—1958 — головний режисер Драматичного театру ім. Якуба Коласа, Вітебськ.
1958—1963 — головний режисер Харківського російського драматичного театру ім. Пушкіна.
Від 1958 викладав режисуру у Харківському інституті мистецтв, завідував кафедрою режисури у Харківському державному інституті культури від 1962 року.
Автор численних праць з питань театру. Написав кілька п'єс і монографій.

## Праці
- Скибневський О. Драматург — театр — глядач // Прапор. — 1961. — № 6.
- Скибневский А. Народный артист А. К. Ильинский. — Мінськ. — 1954.
- «Не можна забути» (рос. Нельзя забыть) — романтична хроніка в 4 діях, 10 картинах.
- Розвідка розумом // На допомогу молодим режисерам. Київ, 1965. С. 78–94.
- Роздуми про народні театри // Український театр. 1972. С. 17–18.
- Клубна режисура : учб.-метод. посіб. / О. Б. Скибневський, М. В. Авах, М. М. Мушкіна та ін. Харків, 1973. 122 с.

## Постановки
- «Справа громадська» Б. Ясенського (1930)
- «Вулиця радості» Натана Зархі (1931)
- «Рабан» Вандурського (1932)
- «Вільгельм Телль» Ф. Шиллера (1933)
- «Любов Ярова» Треньова (1938)
- «Російські люди» Симонова (1942)
- «Гроза» Островського (1943)
- «Плоди просвіти» Толстого (1945, 1959),
- «Російське питання» Симонова (1947)
- «Молода гвардія» Алексіна (1947)
- «День чудесних обманів» Роберта Шерідана (1948)
- «Три сестри» Чехова (1950)
- «Сім'я» І. Ф. Попова (1950)
- «На дні» Горького (1951)
- «Розорене гніздо» Купали (1952)
- «Вибачте, будь ласка» Макайонка (1954)
- «Світло зі сходу» Глєбки (1958)
- «Люди і дияволи» Кропиви (1958)
- «Остання хмара» Муратова (1959)
- «Брати Єршови» за В. А. Кочетовим (1959)
- «Іркутська історія» Арбузова (1960)